# Arina Rodionova
Arina Ivanovna Rodionova (in russo Арина Ивановна Родионова?; Tambov, 15 dicembre 1989) è una tennista russa naturalizzata australiana.

## Carriera
Ha una sorella più grande, Anastasija, anche lei tennista professionista. Nel circuito ITF ha vinto 17 titoli in singolare e 42 titoli in doppio.
Nel circuito WTA ha raggiunto la prima finale nel 2010 insieme alla sorella Anastasija nel torneo di Kuala Lumpur, perdendo in tre set dalla coppia asiatica formata da Chan Yung-jan e Zheng Jie.
Nel 2014 ha ottenuto la cittadinanza australiana, al pari della sorella.
Nel 2014, ritorna a disputare una finale WTA in doppio, all'Hong Kong Open dove viene sconfitta nell'ultimo atto dalle gemelle Karolína Plíšková e Kristýna Plíšková con il punteggio di 2-6, 6-2, [10-12]. Nel torneo ha fatto coppia con l'austriaca Patricia Mayr-Achleitner.

## Statistiche

### Doppio

#### Vittorie (1)
| Legenda               |
| --------------------- |
| Grande Slam (0)       |
| Ori Olimpici (0)      |
| WTA Finals (0)        |
| Premier Mandatory (0) |
| Premier 5 (0)         |
| Premier (0)           |
| International (1)     |

| N. | Data             | Torneo                     | Superficie | Compagna      | Avversarie in finale     | Punteggio |
| 1. | 16 febbraio 2020 | GSB Thailand Open, Hua Hin | Cemento    | Storm Sanders | Barbara Haas Ellen Perez | 6–3, 6–3  |

#### Sconfitte (6)
| Legenda               |
| --------------------- |
| Grande Slam (0)       |
| Argenti Olimpici (0)  |
| WTA Finals (0)        |
| Premier Mandatory (0) |
| Premier 5 (0)         |
| Premier (0)           |
| International (6)     |

| N. | Data              | Torneo                                              | Superficie  | Compagna                 | Avversarie in finale                | Punteggio           |
| 1. | 28 febbraio 2010  | Malaysia Classic, Kuala Lumpur                      | Cemento     | Anastasija Rodionova     | Chan Yung-jan Zheng Jie             | 7-6(4), 2-6, [7-10] |
| 2. | 14 settembre 2014 | Hong Kong Open, Hong Kong                           | Cemento     | Patricia Mayr-Achleitner | Karolína Plíšková Kristýna Plíšková | 2-6, 6-2, [10-12]   |
| 3. | 8 marzo 2015      | Monterrey Open, Monterrey                           | Cemento     | Anastasija Rodionova     | Gabriela Dabrowski Alicja Rosolska  | 3-6, 6-2, [3-10]    |
| 4. | 26 febbraio 2017  | Hungarian Ladies Open, Budapest                     | Cemento (i) | Galina Voskoboeva        | Hsieh Su-wei Oksana Kalašnikova     | 3-6, 6-4, [4-10]    |
| 5. | 30 luglio 2017    | Jiangxi International Women's Tennis Open, Nanchang | Cemento     | Alla Kudrjavceva         | Jiang Xinyu Tang Qianhui            | 3-6, 2-6            |
| 6. | 16 giugno 2019    | Nature Valley Open, Nottingham                      | Erba        | Ellen Perez              | Desirae Krawczyk Giuliana Olmos     | 6(5)-7, 5-7         |

## Circuito WTA 125

### Doppio

#### Vittorie (1)
| N. | Data            | Torneo                    | Superficie | Compagna     | Avversarie in finale    | Punteggio           |
| 1. | 2 novembre 2014 | Ningbo Challenger, Ningbo | Cemento    | Ol'ga Savčuk | Han Xinyun Zhang Kailin | 4–6, 7–6(2), [10–6] |

## Statistiche ITF

### Singolare

#### Vittorie (17)
| Torneo $100.000 (0) |
| Torneo $80.000 (0)  |
| Torneo $75.000 (0)  |
| Torneo $60.000 (3)  |
| Torneo $50.000 (0)  |
| Torneo $40.000 (0)  |
| Torneo $25.000 (12) |
| Torneo $15.000 (0)  |
| Torneo $10.000 (2)  |

| N.  | Data             | Torneo                                      | Superficie    | Avversaria in finale      | Punteggio        |
| 1.  | 10 aprile 2005   | Minsk Open, Minsk                           | Sintetico (i) | Aleksandra Malyarchikova  | 6–0, 6–2         |
| 2.  | 12 agosto 2006   | Moscow Cup, Mosca                           | Terra rossa   | Yuliya Kalabina           | 3–6, 6–2, 6–1    |
| 3.  | 24 maggio 2009   | Summer Cup, Mosca                           | Terra rossa   | Anastasija Poltorackaja   | 7–6(4), 6–4      |
| 4.  | 6 giugno 2009    | Bukhara Womens, Bukhara                     | Cemento       | Nikola Hofmanová          | 6–3, 6–2         |
| 5.  | 7 febbraio 2010  | McDonald's Burnie International, Burnie     | Cemento       | Jarmila Gajdošová         | 6–1, 6–0         |
| 6.  | 3 novembre 2012  | William Loud Bendigo International, Bendigo | Cemento       | Olivia Rogowska           | 6–4, 7–5         |
| 7.  | 6 ottobre 2013   | Perth Tennis International, Perth           | Cemento       | Irina Falconi             | 7–5, 6–4         |
| 8.  | 21 febbraio 2016 | Perth Tennis International, Perth           | Cemento       | Aryna Sabalenka           | 6–1, 6–1         |
| 9.  | 29 aprile 2018   | Óbidos Ladies Open, Óbidos                  | Sintetico     | Pemra Özgen               | 6–3, 6–2         |
| 10. | 26 febbraio 2023 | Swan Hill International, Swan Hill          | Erba          | Maddison Inglis           | 6-4, 6-3         |
| 11. | 23 aprile 2023   | GB Pro Series Nottingham, Nottingham        | Cemento       | Arianne Hartono           | 6-2, 6-1         |
| 12. | 30 aprile 2023   | GB Pro Series Nottingham, Nottingham        | Cemento       | Amarni Banks              | 6-4, 4-6, 6-2    |
| 13. | 6 agosto 2023    | Women's TEC Cup, Barcellona                 | Cemento       | Valerija Savinych         | 6-4, 5-7, 6-1    |
| 14. | 5 novembre 2023  | Edmonton National Bank Challenger, Edmonton | Cemento (i)   | Lesley Pattinama Kerkhove | 6-3, 7-5         |
| 15. | 26 novembre 2023 | Lousada Indoor Open, Lousada                | Cemento (i)   | Robin Anderson            | 1-6, 6-3, 6-4    |
| 16. | 3 dicembre 2023  | Empire Women's Indoor, Trnava               | Cemento (i)   | Kristina Mladenovic       | 7-6(1), 5-7, 6-1 |
| 17. | 23 marzo 2025    | Jin'an Open, Lu'an                          | Cemento       | Lanlana Tararudee         | 6-3, 1-6, 6-3    |

#### Sconfitte (19)
| Torneo $100.000 (3) |
| Torneo $80.000 (0)  |
| Torneo $75.000 (0)  |
| Torneo $60.000 (4)  |
| Torneo $50.000 (1)  |
| Torneo $40.000 (3)  |
| Torneo $25.000 (8)  |
| Torneo $15.000 (0)  |
| Torneo $10.000 (0)  |

| N.  | Data             | Torneo                                                           | Superficie  | Avversaria in finale | Punteggio        |
| 1.  | 22 giugno 2008   | Kemer Golf & Country Club, Istanbul                              | Cemento     | Stephanie Gehrlein   | 2–6, 3–6         |
| 2.  | 28 ottobre 2012  | Latrobe City Tennis International, Traralgon                     | Cemento     | Ashleigh Barty       | 2–6, 3–6         |
| 3.  | 25 maggio 2014   | Karyizawa Yonex Open, Karuizawa                                  | Erba        | Jang Su-jeong        | 4–6, 3–6         |
| 4.  | 27 febbraio 2016 | Nyrstar Port Pirie Tennis International, Port Pirie              | Cemento     | Barbara Haas         | 4–6, 7–5, 4–6    |
| 5.  | 31 luglio 2016   | Lexington Challenger, Lexington                                  | Cemento     | Michaëlla Krajicek   | 0–6, 6–2, 2–6    |
| 6.  | 4 febbraio 2017  | McDonald's Burnie International, Burnie                          | Cemento     | Asia Muhammad        | 2–6, 1–6         |
| 7.  | 29 luglio 2018   | Challenger Banque Nationale de Granby, Granby                    | Cemento     | Julia Glushko        | 4–6, 3–6         |
| 8.  | 2 giugno 2019    | Torneig Arcadi Manchón, Santa Margarida de Montbui               | Terra rossa | Elica Kostova        | 5–7, 3–6         |
| 9.  | 3 novembre 2019  | Liuzhou Open, Liuzhou                                            | Cemento     | Zhu Lin              | 6–2, 0–6, 1–6    |
| 10. | 20 giugno 2021   | Nottingham Trophy, Nottingham                                    | Erba        | Alison Van Uytvanck  | 0-6, 4-6         |
| 11. | 20 febbraio 2022 | Canberra Pro Tour, Canberra                                      | Cemento     | Asia Muhammad        | 1-6, 6(7)-7      |
| 12. | 5 giugno 2022    | Surbiton Trophy, Surbiton                                        | Erba        | Alison Van Uytvanck  | 6(3)-7, 2-6      |
| 13. | 4 giugno 2023    | Montemor Ladies Open, Montemor-o-Novo                            | Cemento     | Olivia Gadecki       | 3-6, 2-6         |
| 14. | 9 luglio 2023    | Cantanhede Ladies Open, Cantanhede                               | Sintetico   | Kimberly Birrell     | 6-4, 3-6, 1-6    |
| 15. | 13 agosto 2023   | Roehampton GB Pro Series, Roehampton                             | Cemento     | Alex Eala            | 2-6, 3-6         |
| 16. | 5 maggio 2024    | Kangaroo Cup, Gifu                                               | Cemento     | Moyuka Uchijima      | 3-6, 3-6         |
| 17. | 19 maggio 2024   | Kurume U.S.E Cup, Kurume                                         | Sintetico   | Emina Bektas         | 6(1)-7, 6-3, 3-6 |
| 18. | 2 marzo 2025     | Ahmedabad Women's, Ahmedabad                                     | Cemento     | Park So-hyun         | 3-6, 0-6         |
| 19. | 11 maggio 2025   | Revolution Technologies Pro Tennis Classic, Indian Harbour Beach | Terra verde | Lia Karatančeva      | 2-6, 7–6(6), 3–6 |

### Doppio

#### Vittorie (42)
| Torneo $100.000 (0) |
| Torneo $80.000 (1)  |
| Torneo $75.000 (1)  |
| Torneo $60.000 (10) |
| Torneo $50.000 (7)  |
| Torneo $40.000 (0)  |
| Torneo $25.000 (22) |
| Torneo $15.000 (0)  |
| Torneo $10.000 (1)  |

| N.  | Data              | Torneo                                                                 | Superficie  | Compagna                | Avversarie in finale                     | Punteggio           |
| 1.  | 9 aprile 2006     | Trofeo Quercia d'Argento, Putignano                                    | Cemento     | Anastasija Rodionova    | Ivana Abramović Maria Abramović          | 1–6, 6–1, 7–5       |
| 2.  | 12 agosto 2006    | Moscow Cup, Mosca                                                      | Terra rossa | Anastasija Poltorackaja | Anastasija Pivovarova Julija Solonickaja | 6–0, 6–2            |
| 3.  | 17 settembre 2006 | Gliwice Open, Gliwice                                                  | Terra rossa | Veronika Kapšaj         | Carmen Klaschka Justine Ozga             | 6-4, 7-5            |
| 4.  | 22 luglio 2007    | Megaron Cup, Dnipro                                                    | Terra rossa | Amina Rachim            | Ivana Abramović Maria Abramović          | 7–5, 4–6, 6–2       |
| 5.  | 28 ottobre 2007   | Gubernator Cup, Podol'sk                                               | Cemento (i) | Vasilisa Davjdova       | Nina Bratčikova Anastasija Poltorackaja  | 6–3, 6–0            |
| 6.  | 11 aprile 2009    | St. Dominic USTA Pro Circuit $25,000 Women's Challenger, Jackson       | Terra verde | Monique Adamczak        | Laura Granville Riza Zalameda            | 6–3, 6–4            |
| 7.  | 23 maggio 2009    | Summer Cup, Mosca                                                      | Terra rossa | Marija Kondrat'eva      | Julija Kalabina Marta Sirotkina          | 7–5, 6–1            |
| 8.  | 7 agosto 2009     | Moscow Open, Mosca                                                     | Terra rossa | Ekaterina Ivanova       | Veronika Kapšay Melanie Klaffner         | 6-2, 6–2            |
| 9.  | 15 agosto 2009    | Multisport Cup, Mosca                                                  | Terra rossa | Ekaterina Ivanova       | Valerija Savinych Marina Šamajko         | 6-3, 6-3            |
| 10. | 3 ottobre 2009    | ITF Granada Trofeo Mapfre, Granada                                     | Cemento     | Nina Bratčikova         | Betina Jozami Valerija Savinych          | 6–1, 3–6, [10–5]    |
| 11. | 4 dicembre 2009   | William Loud Bendigo International, Bendigo                            | Cemento     | Irena Pavlović          | Jocelyn Rae Emelyn Starr                 | 6–3, 7–6(3)         |
| 12. | 7 febbraio 2010   | McDonald's Burnie International, Burnie                                | Cemento     | Jessica Moore           | Tímea Babos Anna Arina Marenko           | 6–1, 6–4            |
| 13. | 7 maggio 2011     | I. ČLTK Prague Open, Praga                                             | Terra rossa | Dar'ja Kustova          | Ol'ha Savčuk Lesja Curenko               | 2–6, 6–1, [10-7]    |
| 14. | 4 febbraio 2012   | McDonald's Burnie International, Burnie                                | Cemento     | Melanie South           | Stephanie Bengson Tyra Calderwood        | 6–2, 6–2            |
| 15. | 17 febbraio 2012  | Homebush Women's International at Sydney Olympic Park, Sydney          | Cemento     | Melanie South           | Duan Yingying Han Xinyun                 | 3–6, 6–3, [10–8]    |
| 16. | 4 agosto 2012     | Moscow Open, Mosca                                                     | Terra rossa | Valerija Solov'ëva      | Eugenija Paškova Anastasyja Vasyl'eva    | 6–3, 6–3            |
| 17. | 30 settembre 2012 | Lexus of Las Vegas Open, Las Vegas                                     | Cemento     | Anastasija Rodionova    | Elena Bovina Edina Gallovits-Hall        | 6–2, 2–6, [10–6]    |
| 18. | 14 ottobre 2012   | USTA Tennis Classic of Troy, Troy                                      | Cemento     | Angelina Gabueva        | Sharon Fichman Marie-Ève Pelletier       | 6-4, 6-4            |
| 19. | 28 ottobre 2012   | Latrobe City Tennis International, Città di Latrobe                    | Cemento     | Cara Black              | Ashleigh Barty Sally Peers               | 2–6, 7–6(7), [10–8] |
| 20. | 13 aprile 2013    | Pelham Racquet Club Women's $25K Pro Circuit Challenger, Pelham        | Terra verde | Ashleigh Barty          | Kao Shao-yuan Lee Hua-chen               | 6-4, 6-2            |
| 21. | 12 ottobre 2013   | Margaret River Tennis International, Margaret River                    | Cemento     | Noppawan Lertcheewakarn | Monique Adamczak Tammi Patterson         | 6–2, 3–6, [10–8]    |
| 22. | 4 maggio 2014     | Kangaroo Cup, Gifu                                                     | Cemento     | Jarmila Gajdošová       | Misaki Doi Hsieh Shu-ying                | 6-3, 6-3            |
| 23. | 18 maggio 2014    | Kurume Best Amenity International Women's Tennis, Kurume               | Erba        | Jarmila Gajdošová       | Junri Namigata Akiko Yonemura            | 6–4, 6–2            |
| 24. | 15 giugno 2014    | AEGON Nottingham Challenge, Nottingham                                 | Erba        | Jarmila Gajdošová       | Verónica Cepede Royg Stephanie Vogt      | 7–6(0), 6–1         |
| 25. | 20 marzo 2016     | ACT Clay Court International, Canberra                                 | Terra rossa | Ashleigh Barty          | Kanae Hisami Varatchaya Wongteanchai     | 6-4, 6-2            |
| 26. | 27 marzo 2016     | ACT Clay Court International, Canberra                                 | Terra rossa | Ashleigh Barty          | Eri Hozumi Miyu Katō                     | 5-7, 6-3, [10-7]    |
| 27. | 8 maggio 2016     | Nana Trophy, Tunisi                                                    | Terra rossa | Valeryja Strachova      | Irina Chromačëva İpek Soylu              | 6-1, 6-2            |
| 28. | 29 ottobre 2016   | William Loud Bendigo International, Bendigo                            | Cemento     | Asia Muhammad           | Shūko Aoyama Risa Ozaki                  | 6-4, 6-3            |
| 29. | 4 novembre 2017   | Canberra Tennis International, Canberra                                | Cemento     | Asia Muhammad           | Jessica Moore Ellen Perez                | 6-4, 6-4            |
| 30. | 28 luglio 2018    | Challenger Banque Nationale de Granby, Granby                          | Cemento     | Ellen Perez             | Erika Sema Aiko Yoshitomi                | 7-5, 6-4            |
| 31. | 12 agosto 2018    | Koser Jewelers Tennis Challenge, Landisville                           | Cemento     | Ellen Perez             | Chen Pei-hsuan Wu Fang-hsien             | 6-0, 6-2            |
| 32. | 27 ottobre 2018   | William Loud Bendigo International, Bendigo                            | Cemento     | Ellen Perez             | Eri Hozumi Risa Ozaki                    | 7-5, 6-1            |
| 33. | 3 novembre 2018   | Canberra Tennis International, Canberra                                | Cemento     | Ellen Perez             | Naiktha Bains Destanee Aiava             | 6(5)-7, 6-3, [10-7] |
| 34. | 26 gennaio 2019   | McDonald's Burnie International, Burnie                                | Cemento     | Ellen Perez             | Irina Chromačëva Maryna Zanevs'ka        | 6-4, 6-3            |
| 35. | 16 febbraio 2019  | AEGON Pro Series Shrewsbury, Shrewsbury                                | Cemento (i) | Yanina Wickmayer        | Freya Christie Valerija Savinych         | 6-2, 7-5            |
| 36. | 12 maggio 2019    | SMA Cup Sant'Elia, Roma                                                | Terra rossa | Storm Sanders           | Gabriela Cé Cristina Dinu                | 6-2, 6-3            |
| 37. | 19 maggio 2019    | Torneig Internacional de Tennis Femení Solgironès, La Bisbal d'Empordà | Terra rossa | Storm Sanders           | Dalma Gálfi Georgina García Pérez        | 6-4, 6-4            |
| 38. | 1º maggio 2021    | Boyd Tinsley Women's Clay Court Classic, Charlottesville               | Terra verde | Anna Danilina           | Erin Routliffe Aldila Sutjiadi           | 6-1, 6-3            |
| 39. | 31 ottobre 2021   | Torneig Internacional Els Gorchs, Les Franqueses del Vallès            | Cemento     | Irina Chromačëva        | Susan Bandecchi Eden Silva               | 2-6, 6-3, [10-6]    |
| 40. | 12 febbraio 2022  | Canberra Pro Tour, Canberra                                            | Cemento     | Asia Muhammad           | Alison Bai Jaimee Fourlis                | 6-3, 3-6, [10-6]    |
| 41. | 19 febbraio 2022  | Canberra Pro Tour, Canberra                                            | Cemento     | Asia Muhammad           | Alison Bai Jaimee Fourlis                | 7-6(2), 7-6(5)      |
| 42. | 2 aprile 2022     | ACT Clay Court International, Canberra                                 | Terra rossa | Ankita Raina            | Fernanda Contreras Alana Parnaby         | 4-6, 6-2, [11-9]    |

#### Sconfitte (14)
| Torneo $100.000 (3) |
| Torneo $80.000 (0)  |
| Torneo $75.000 (0)  |
| Torneo $60.000 (2)  |
| Torneo $50.000 (2)  |
| Torneo $40.000 (0)  |
| Torneo $25.000 (7)  |
| Torneo $15.000 (0)  |
| Torneo $10.000 (0)  |

| N.  | Data             | Torneo                                                | Superficie  | Compagna              | Avversarie in finale               | Punteggio           |
| 1.  | 1º aprile 2007   | Spring Cup, Mosca                                     | Cemento (i) | Kacjaryna Dzehalevič  | Alisa Klejbanova Evgenija Rodina   | 6(2)-7, 0-6         |
| 2.  | 12 maggio 2007   | BGZ Cup, Varsavia                                     | Terra rossa | Karolina Kosińska     | Josipa Bek Sandra Martinović       | 3–6, 6–2, 3–6       |
| 3.  | 7 giugno 2009    | Bukhara Womens, Bukhara                               | Cemento     | Ksenia Palkina        | Anna Bražnikova Marta Sirotkina    | 6-3, 4-6, [9-11]    |
| 4.  | 13 ottobre 2009  | Torneo Internacional Femenino Villa De Madrid, Madrid | Terra rossa | Ekaterina Ivanova     | Dar'ja Kustova Renata Voráčová     | 2-6, 2-6            |
| 5.  | 21 novembre 2009 | Slovak Open, Bratislava                               | Cemento (i) | Taccjana Pučak        | Sofia Arvidsson Michaëlla Krajicek | 3–6, 4–6            |
| 6.  | 12 marzo 2011    | Sheriff Jim Coats Clearwater Women's Open, Clearwater | Cemento     | Heidi El Tabakh       | Kimberly Couts Līga Dekmeijere     | 1–6, 4–6            |
| 7.  | 25 agosto 2012   | Synot Tip Open, Praga                                 | Terra rossa | Anastasija Pivovarova | Jesika Malečková Tereza Smitková   | 1-6, 4-6            |
| 8.  | 2 novembre 2012  | William Loud Bendigo International, Bendigo           | Cemento     | Cara Black            | Ashleigh Barty Sally Peers         | 6(12)-7, 6(5)-7     |
| 9.  | 11 novembre 2017 | William Loud Bendigo International, Bendigo           | Cemento     | Asia Muhammad         | Alison Bai Zoe Hives               | 6-4, 4-6, [8-10]    |
| 10. | 8 giugno 2018    | Surbiton Trophy, Surbiton                             | Erba        | Yanina Wickmayer      | Ellen Perez Jessica Moore          | 6–4, 5–7, [3–10]    |
| 11. | 22 giugno 2019   | Ilkley Trophy, Ilkley                                 | Erba        | Ellen Perez           | Beatriz Haddad Maia Luisa Stefani  | 4-6, 7-6(5), [4-10] |
| 12. | 7 marzo 2020     | Mildura Grand Tennis International, Mildura           | Erba        | Erin Routliffe        | Tereza Mihalíková Abbie Myers      | 3–6, 2–6            |
| 13. | 5 febbraio 2023  | Caterpillar Burnie International, Burnie              | Cemento     | Ena Shibahara         | Mai Hontama Eri Hozumi             | 6-4, 3-6, [6-10]    |
| 14. | 28 aprile 2024   | Ando Securities Open, Tokyo                           | Cemento     | Aleksandra Krunić     | Kimberly Birrell Jang Su-jeong     | 5-7, 6-3, [8-10]    |

## Grand Slam Junior

### Doppio

#### Vittorie (1)
| Tornei del Grande Slam  |
| ----------------------- |
| Australian Open (1)     |
| Open di Francia (0)     |
| Torneo di Wimbledon (0) |
| US Open (0)             |

| N. | Data            | Torneo                     | Superficie | Compagna        | Avversarie in finale          | Punteggio     |
| 1. | 27 gennaio 2007 | Australian Open, Melbourne | Cemento    | Evgenija Rodina | Julia Cohen Urszula Radwańska | 2-6, 6-3, 6-1 |

## Risultati in progressione
| Sigla | Risultato               |
| ----- | ----------------------- |
| V     | Vincitore               |
| F     | Finalista               |
| SF    | Semifinalista           |
| O     | Oro olimpico            |
| A     | Argento olimpico        |
| SF    | Bronzo olimpico         |
| QF    | Quarti di Finale        |
| 4T    | Quarto turno            |
| 3T    | Terzo turno             |
| 2T    | Secondo turno           |
| 1T    | Primo turno             |
| RR    | Round Robin             |
| LQ    | Turno di qualificazione |
| A     | Assente                 |
| ND    | Non disputato           |

| Legenda superfici    |
| -------------------- |
| Cemento              |
| Terra battuta        |
| Erba                 |
| Superficie variabile |

### Singolare nei tornei del Grande Slam
| Torneo          | 2010 | 2011 | 2012 | 2013 | 2014 | 2015 | 2016 | 2017 | 2018 | 2019 | 2020 | 2021 | 2022 | 2023 | V--S |
| --------------- | ---- | ---- | ---- | ---- | ---- | ---- | ---- | ---- | ---- | ---- | ---- | ---- | ---- | ---- | ---- |
| Australian Open | A    | 1T   | A    | A    | A    | 1T   | A    | 1T   | Q1   | Q1   | 2T   | 1T   | Q2   | Q1   | 1-5  |
| Open di Francia | A    | A    | A    | A    | A    | 1T   | A    | A    | Q1   | Q1   | Q2   | Q1   | Q2   | Q2   | 0-1  |
| Wimbledon       | A    | A    | A    | A    | A    | A    | A    | 2T   | Q2   | 1T   | A    | Q3   | A    | Q1   | 1-2  |
| US Open         | A    | A    | A    | A    | A    | A    | A    | 2T   | Q2   | Q2   | 1T   | Q1   | A    | Q1   | 1-2  |
| Totale          | 0-0  | 0-1  | 0-0  | 0-0  | 0-0  | 0-2  | 0-0  | 2-3  | 0-0  | 0-1  | 1-2  | 0-1  | 0-0  | 0-0  | 3-10 |

### Doppio nei tornei del Grande Slam
| Torneo          | 2010 | 2011 | 2012 | 2013 | 2014 | 2015 | 2016 | 2017 | 2018 | 2019 | 2020 | 2021 | 2022 | 2023 | V--S  |
| --------------- | ---- | ---- | ---- | ---- | ---- | ---- | ---- | ---- | ---- | ---- | ---- | ---- | ---- | ---- | ----- |
| Australian Open | A    | A    | 2T   | 1T   | 1T   | 2T   | QF   | 1T   | 1T   | 1T   | 2T   | 2T   | 1T   | 1T   | 7-11  |
| Open di Francia | 1T   | A    | A    | A    | A    | 3T   | 1T   | A    | A    | A    | 1T   | 1T   | 1T   | A    | 2-6   |
| Wimbledon       | 1T   | 2T   | A    | A    | 2T   | 2T   | A    | 1T   | 2T   | 2T   | A    | 2T   | A    | A    | 6-8   |
| US Open         | 1T   | A    | A    | A    | A    | 1T   | 1T   | 1T   | A    | A    | 2T   | 3T   | A    | A    | 3-6   |
| Totale          | 0-3  | 1-1  | 1-1  | 0-1  | 1-2  | 4-4  | 3-3  | 0-3  | 1-2  | 1-2  | 2-3  | 4-4  | 0-2  | 0-1  | 18-31 |

### Doppio misto nei tornei del Grande Slam
| Torneo          | 2010 | 2011 | 2012 | 2013 | 2014 | 2015 | 2016 | 2017 | 2018 | 2019 | 2020 | 2021 | 2022 | 2023 |
| --------------- | ---- | ---- | ---- | ---- | ---- | ---- | ---- | ---- | ---- | ---- | ---- | ---- | ---- | ---- |
| Australian Open | A    | A    | A    | A    | 1T   | 1T   | 1T   | 1T   | 1T   | A    | 1T   | QF   | 2T   | A    |
| Open di Francia | A    | A    | A    | A    | A    | A    | A    | A    | A    | A    | A    | A    | A    | A    |
| Wimbledon       | A    | A    | A    | A    | A    | A    | A    | A    | A    | A    | A    | A    | A    | A    |
| US Open         | A    | A    | A    | A    | A    | A    | A    | A    | A    | A    | A    | A    | A    | A    |